# Kanne
Kanne (Limburgs: Kan) is een dorp en deelgemeente van de gemeente Riemst in het zuidoosten van de Belgische provincie Limburg, het was een zelfstandige gemeente tot aan de gemeentelijke herindeling van 1977. Kanne ligt pal aan de Belgisch-Nederlandse grens, ten zuiden van Maastricht.

## Ligging en demografie
Kanne ligt aan het riviertje de Jeker in het dal tussen het Plateau van Caestert (de Sint-Pietersberg) en de Muizenberg. Het dorp wordt sinds de jaren 1930 in tweeën gedeeld door het Albertkanaal. Het gedeelte aan de noordoostelijke kant  heet Neerkanne; het zuidwestelijke deel heet Opkanne. Aan de noordzijde grenst het aan de Nederlandse gemeente Maastricht. Het zuidelijk deel van Opkanne grenst aan de Waalse gemeenten Wezet (Visé) en Eben-Emael (Bassenge). De taalgrens en de grens tussen de twee landsdelen loopt hier dwars over enkele percelen. Nabijgelegen kernen zijn verder Vroenhoven, Eben-Emael en Zichen-Zussen-Bolder.
Kanne telt 1179 inwoners. Een aanzienlijk deel hiervan bezit de Nederlandse nationaliteit. Deels zijn dit mensen die fiscaal voordeel zoeken of eenvoudigweg gecharmeerd zijn van het aantrekkelijk gelegen dorp en deels zijn het studenten, die het kamertekort en de hogere huurprijzen in Maastricht ontwijken.

## Geschiedenis
De naam Kanne verscheen voor het eerst in 965 in schriftelijke documenten, en wel als Cannes. In 1079 was sprake van apud Kanne. Wellicht heeft de naam betrekking op zoiets als bakaarde.
De geschiedenis van Kanne gaat terug tot de Keltische tijd. Nabij de hoeve Caestert lag op de Sint-Pietersberg een mogelijk Eburoonse hoogteversterking. De Romeinen ontgonnen er wellicht al de plaatselijke mergelsteen. Ook is er een Romeinse begraafplaats gevonden.

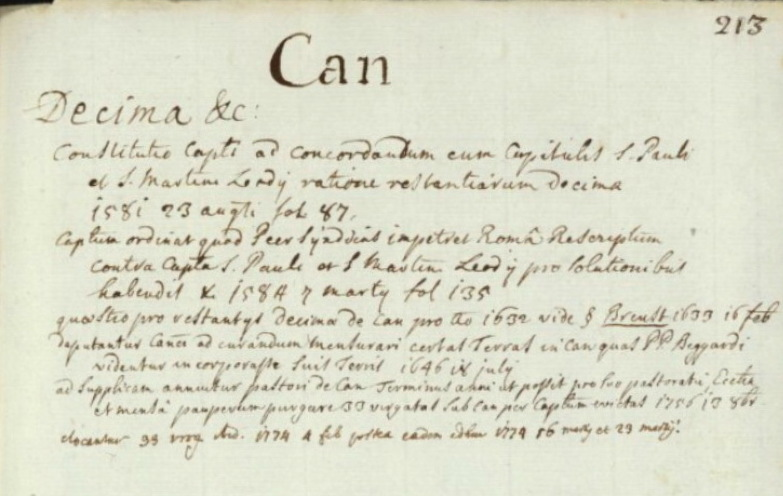
Fragment uit een compendium van het kapittel van Onze-Lieve-Vrouwe te Maastricht met vermelding van de tienden te "Can", behorende aan de kapittels van Sint-Paulus en Sint-Maarten te Luik

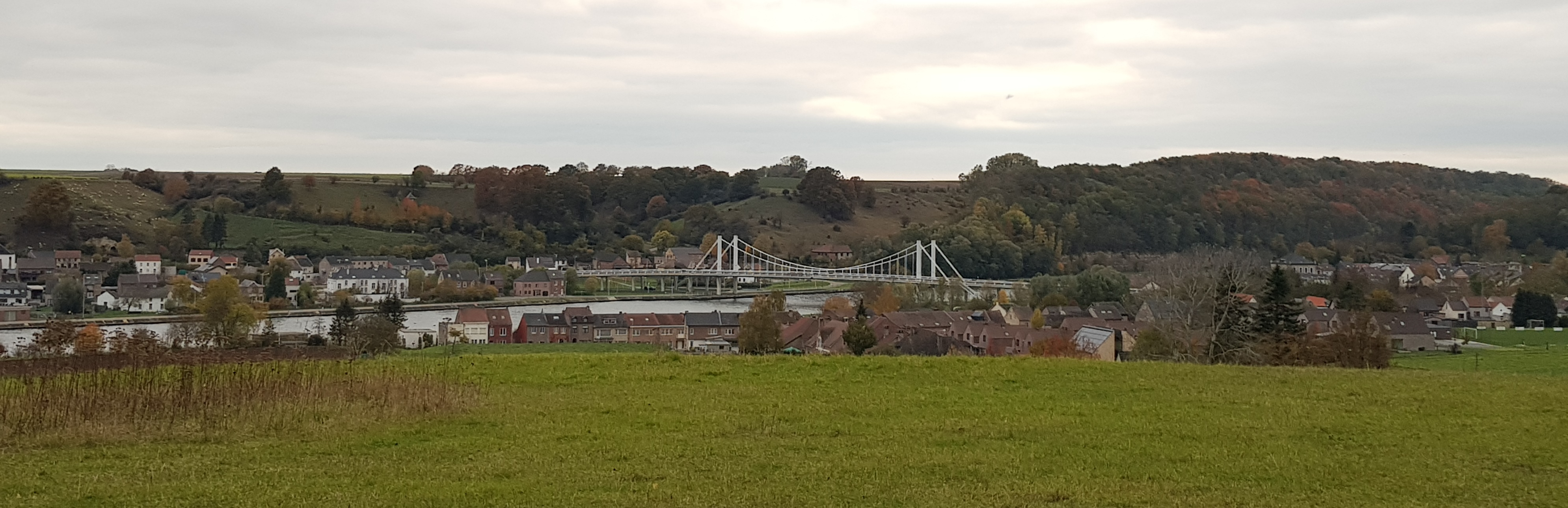
Ligging aan het Albertkanaal

De nederzetting Kanne ontstond waarschijnlijk in de vroege middeleeuwen uit twee domeinen. Het ene was Opkanne, een prinsbisschoppelijk domein, in 965 geschonken aan het kapittel van de Sint-Maarten te Luik. Het andere was Neerkanne. Dit was oorspronkelijk een allodium, dat door het allodiaal hof te Luik in leen gegeven werd aan achtereenvolgens de families Van Liers (1351), Chabot (1454), De Villers (1477), Pité (1496), Vander Straten (1575), De Pallant (1607), De Wansoulle (1643), Van Dopff (1697), De Coenen (1761), en De Thier (1792).
In Opkanne stond aan de huidige Onderstraat het Kasteel Harff, waar de Heren van Kanne verbleven. In 1391 verkreeg hier de familie Van den Bosch de heerlijke rechten. Eén der latere heren was Gijs van den Bosch (of Guy de Canne) (1443-1486), die in het Prinsbisdom Luik de functie van voogd bekleedde. In de strijd tussen het Huis Horne en het Huis van der Mark koos hij de zijde van Willem I van der Marck Lumey en in 1486 werd hij te Luik door een woedende menigte vermoord.
De nabijheid van de belangrijke vesting Maastricht maakte dat in de 17e en 18e eeuw ook Kanne te lijden had van voornamelijk Franse troepen die Maastricht belegerden. De twee heerlijkheden Op- en Neerkanne werden in 1794 verenigd tot één gemeente (commune). Toen echter in 1843 de definitieve grens tussen Nederland en België werd vastgesteld, kwam Kasteel Neerkanne door toedoen van kasteelheer De Thier op Nederlands grondgebied te liggen.
In 1848 werd onder impuls van pastoor Stassen de Fanfare Sint-Cecilia gesticht. Deze fanfare is de oudste muziekvereniging van Riemst. In 1910 werd na onenigheid over het gebruik van de fanfarezaal de Fanfare Alliance gesticht, in de volksmond beter bekend als "de Bloow".

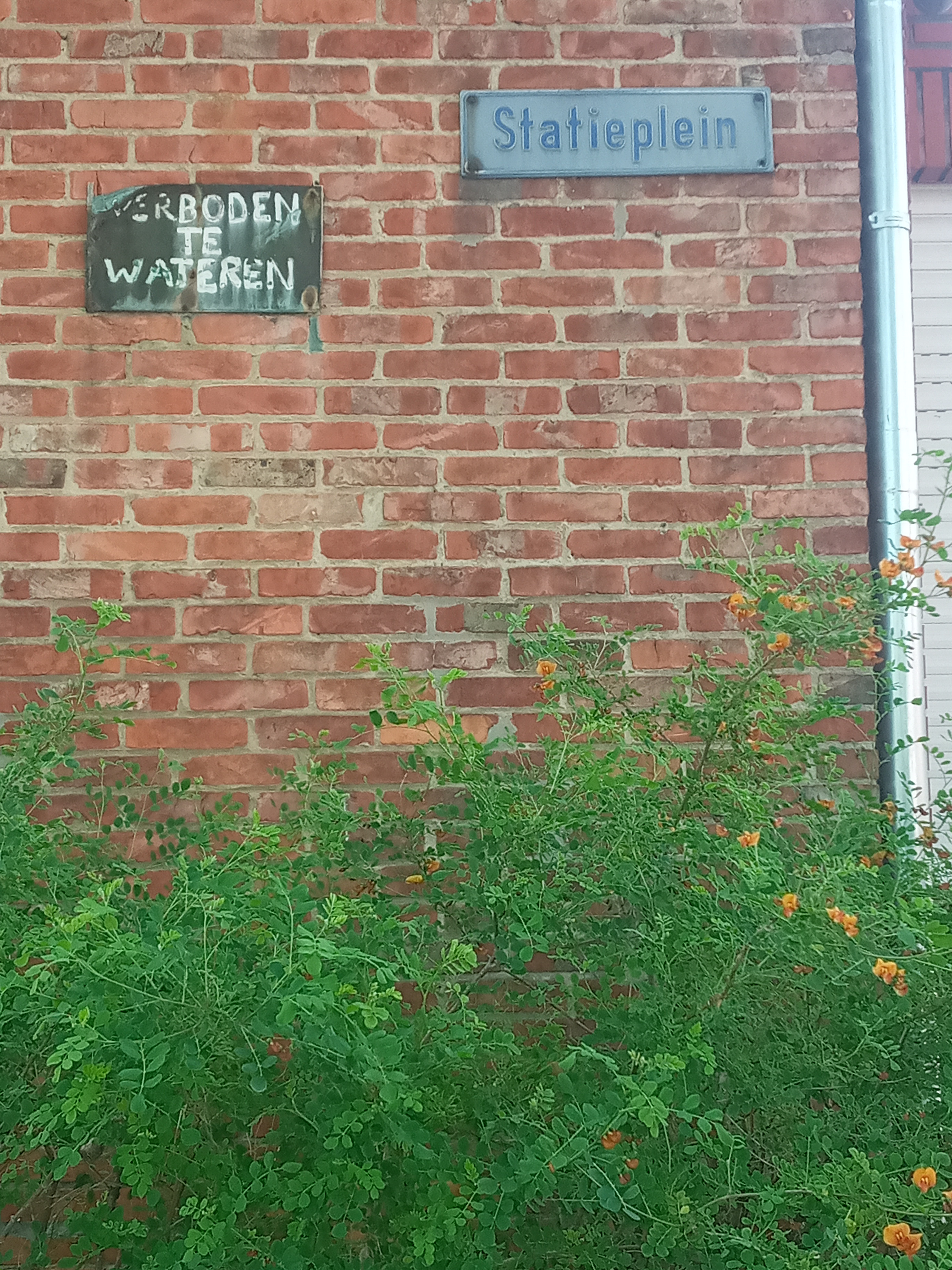
Huidige Statieplein herinnert aan het tramstation

### Tramgeschiedenis
Vanaf 1893 kwam de stoomtramlijn naar Glaaien gereed. Dit was tramlijn 484 van de Nationale Maatschappij van Buurtspoorwegen. Vanaf 1894 ging de tram ook de grens over naar Maastricht. In Kanne lag een tramstation waar ook de Belgische douane actief was. Verder was er in het dorp een halte Op-Kanne. De tramlijn maakte twee slingers in Neerkanne: De eerste over de Oude Tramweg en Bejats en ten noorden hiervan was nog een slinger. In de jaren 1930 werd de route van de tramlijn aangepast vanwege de aanleg van het Albertkanaal. De tram werd over de brug bij Kanne geleid. Wegens oorlogsdreiging werd in december 1939 bij Fort Eben-Emael land onder water gezet. Dit trof ook de trambaan en hierdoor konden de trams hier niet meer rijden. Bovendien blies het Belgische leger op 10 mei 1940 de brug over het Albertkanaal op, waardoor de tramlijn onderbroken werd. 

### Tweede Wereldoorlog
Het 2e regiment Grenadiers had in april 1940 de opdracht gekregen om het gebied rond de brug over het Albertkanaal te Kanne te verdedigen. Deze was van springladingen voorzien. De bevelhebber van het Fort Eben-Emael, majoor Jean Fritz Lucien Jottrand, kon in de vroege ochtend van 10 mei 1940, toen het fort werd aangevallen door Duitse troepen, de soldaten van het Fort Eben-Emael, die in de bruggenbunker van Kanne zaten, verwittigen, waardoor de brug kon worden opgeblazen. De bruggen te Veldwezelt en Vroenhoven bleven echter intact. Daardoor kon het 6e leger van de Wehrmacht onder leiding van generaal Walter von Reichenau tanks naar de overkant van het kanaal overbrengen. Door de snelle doorstoot aan het kanaal kon dit leger de zuidflank van het Belgisch leger bedreigen. Op woensdagavond 11 mei gaf het plaatselijke bevel zich over. In Kanne sneuvelden 10 officieren en 207 onderofficieren, korporaals en grenadiers.

## Demografische ontwikkeling
- Bronnen:NIS, Opm:1831 tot en met 1970=volkstellingen; 1976 = inwoneraantal op 31 december

## Bezienswaardigheden

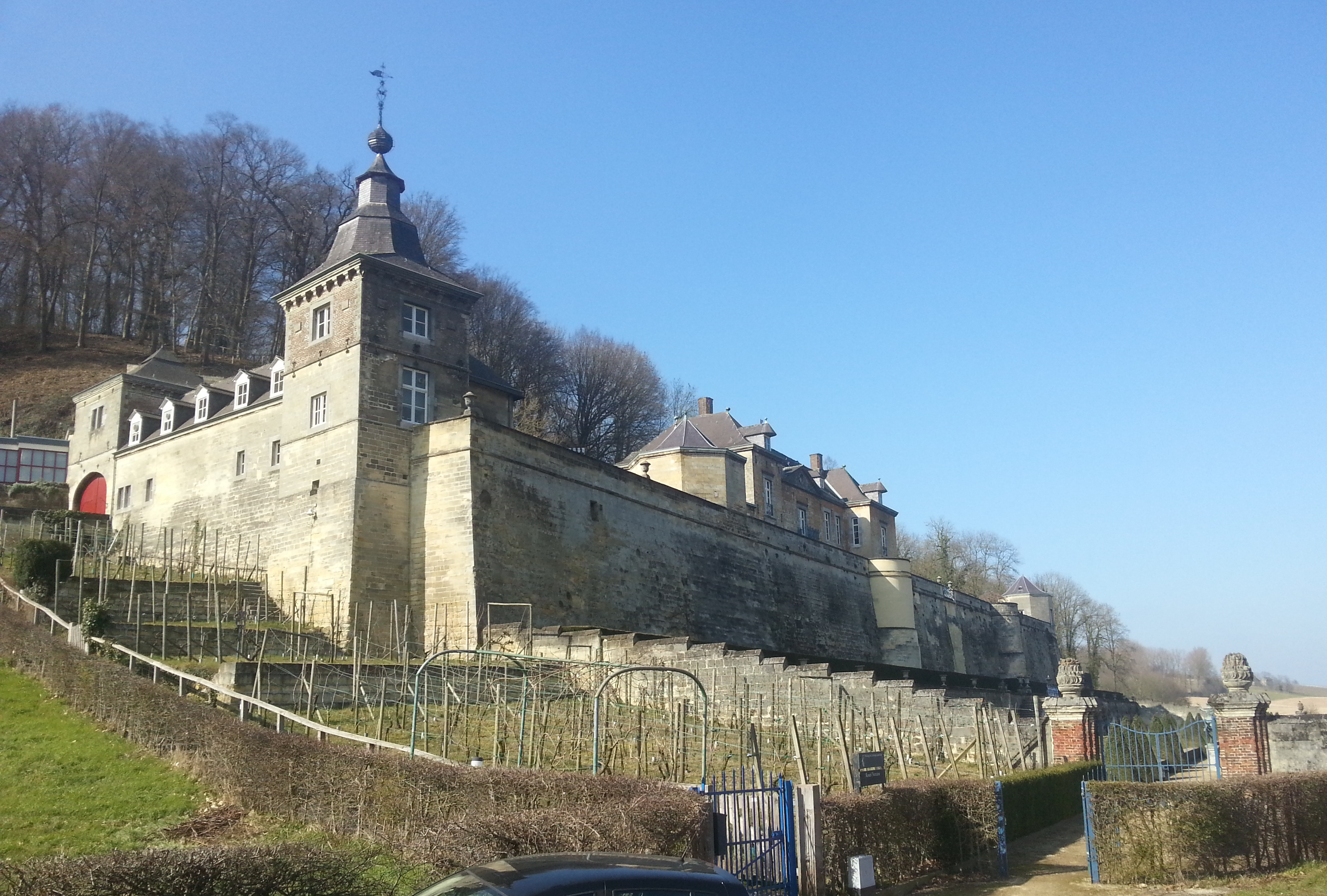
Kasteel Neercanne

- Kasteel Neercanne, (voorheen Agimont geheten), vlak bij het dorp, maar op grondgebied van de Nederlandse gemeente Maastricht. Het is het enige terrassenkasteel van Nederland. Het werd in 1698 op de resten van een oudere burcht gebouwd door de militair gouverneur van Maastricht Daniël Wolf baron van Dopff. Na de Belgische onafhankelijkheid ijverde de toenmalige eigenaar, baron van Thier, ervoor dat zijn bezit bij het Koninkrijk der Nederlanden bleef. De mergelstenen muren rond de zuidelijke boomgaarden van het kasteel werden zo de landsgrens tussen België en Nederland. Van deze muren staan enkele delen overeind. De iets verderop gelegen Heilig Grafkapel en het voormalig kanunnikenhuis van de sepulchrijnen (zie hieronder) werden Belgisch. Het kasteel en de buitenplaats zijn in het bezit van Stichting Het Limburgs Landschap. De binnenplaats, de bossen en enkele delen van de barokke terrastuinen zijn vrij te bezoeken.

- De eveneens barokke Heilig Grafkapel  uit 1647 door de timmermanszoon Herman Jekermans gebouwd als verkleinde kopie van de Heilig Grafkerk te Jeruzalem, om zijn belofte in te lossen na zijn behouden terugkeer van een pelgrimsreis naar het Heilige Land.
- Vijf gerestaureerde statiekapellen

- Huize Poswick, een eveneens geheel uit mergelsteen opgetrokken herenhuis met bijgebouwen uit 1656. Oorspronkelijk een kanunnikenhuis, gebouwd voor de rector van de tegenoverliggende Heilig Grafkapel, een kanunnik van het Heilig Graf (ook wel sepulchrijn genoemd) van het Klooster Hoogcruts. De familie Poswick bewoonde begin 20e eeuw kasteel Neercanne. Mogelijk bezaten zij tevens het voormalige kanunnikenhuis. Tegenwoordig is hier een hotel gevestigd.

- Sint-Hubertuskerk, een kerkgebouw uit 1938 met een geklasseerde 16e-eeuwse mergelstenen toren.

- De gerestaureerde Smokkelmolen (of Molen van Neerkanne) en de Molen van Opkanne zijn watermolens op de Jeker.

- De Mergelgroeve van Kanne, ook bekend als de Grotten van Kanne, een kalksteengroeve, in de volksmond grotten genoemd, met een museum, ondergrondse feestzaal en champignonkwekerij. Opengesteld voor toeristen sinds 1954 en uitsluitend te bezichtigen met een gids.
- De Doorsteek van Caestert, een diepe kloof die met de aanleg van het Albertkanaal dwars door de Sint-Pietersberg werd gegraven.

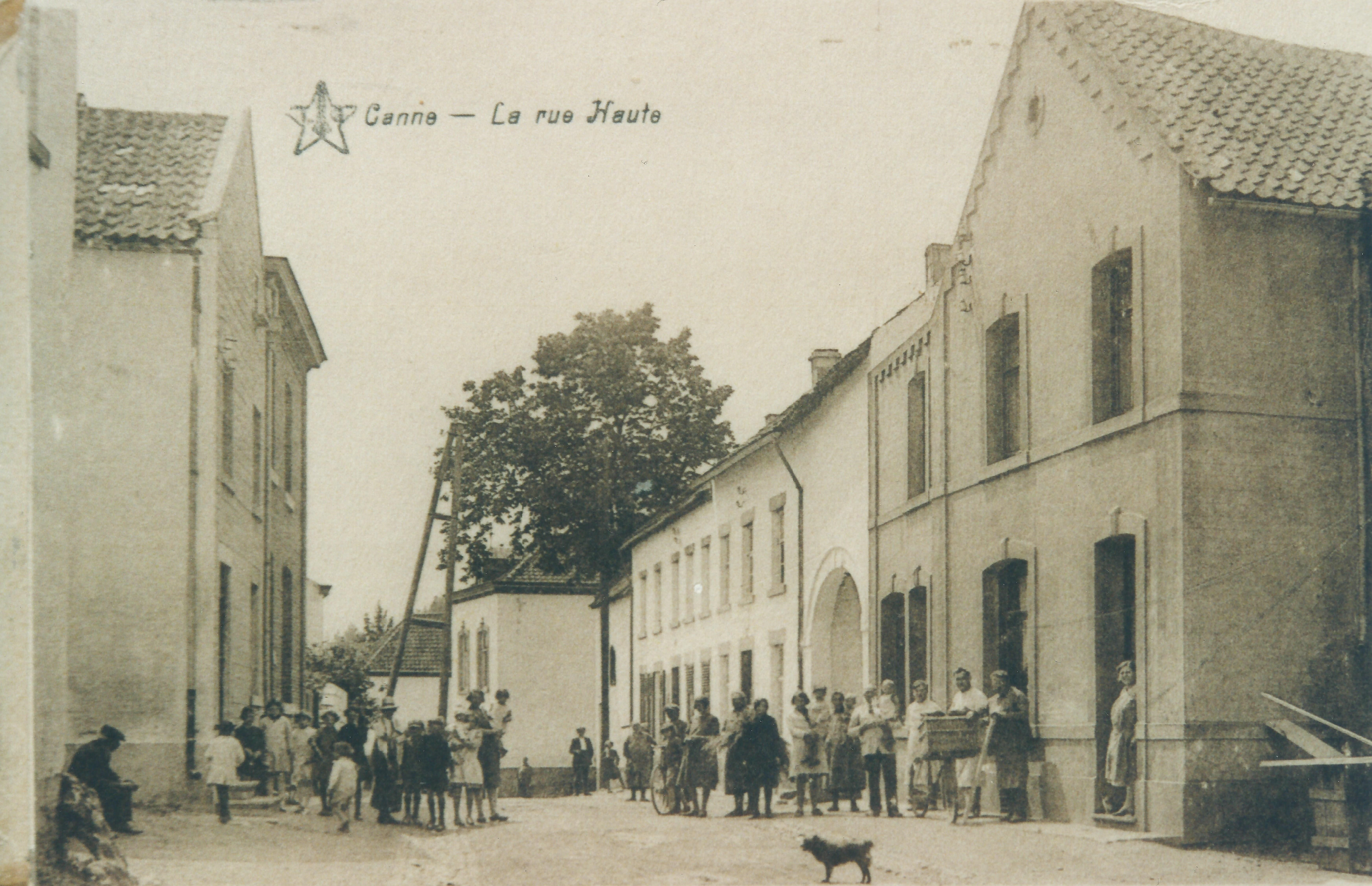
Oude Bakkerij in de Bovenstraat, Kanne. Het pand is een beeldbepalend element van de mergelkern van Kanne

- Oude Bakkerij in de Bovenstraat, Kanne. Het pand is een beeldbepalend element van de mergelkern van KanneDe mergelkern van Kanne is een beschermd dorpsgezicht. Verschillende gebouwen in de dorpskern van Kanne zijn opgetrokken uit mergelgesteente dat is ontgonnen in de mergelgroeves van Kanne en omgeving.[1]

## Galerij

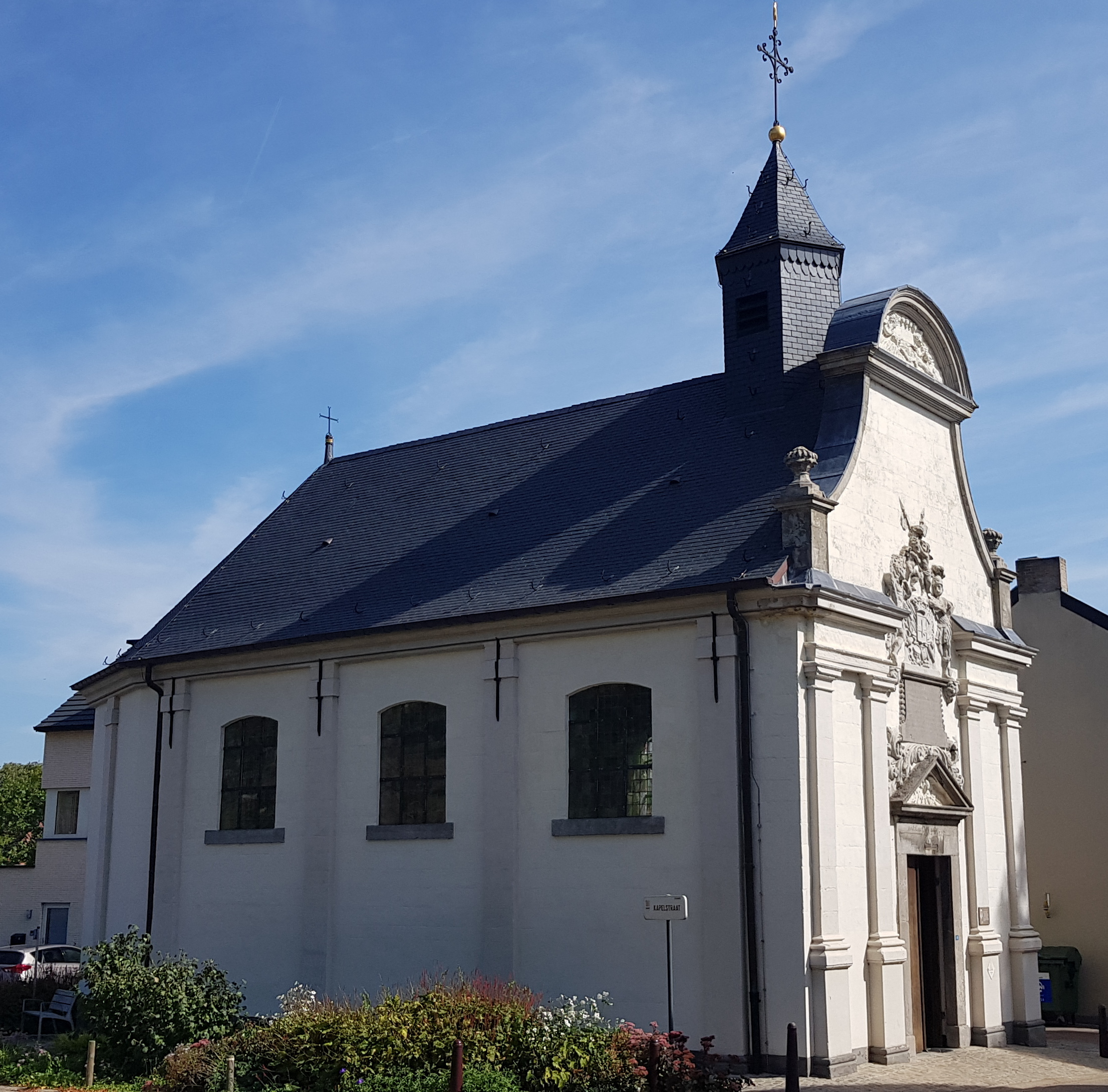
Heilig Grafkapel
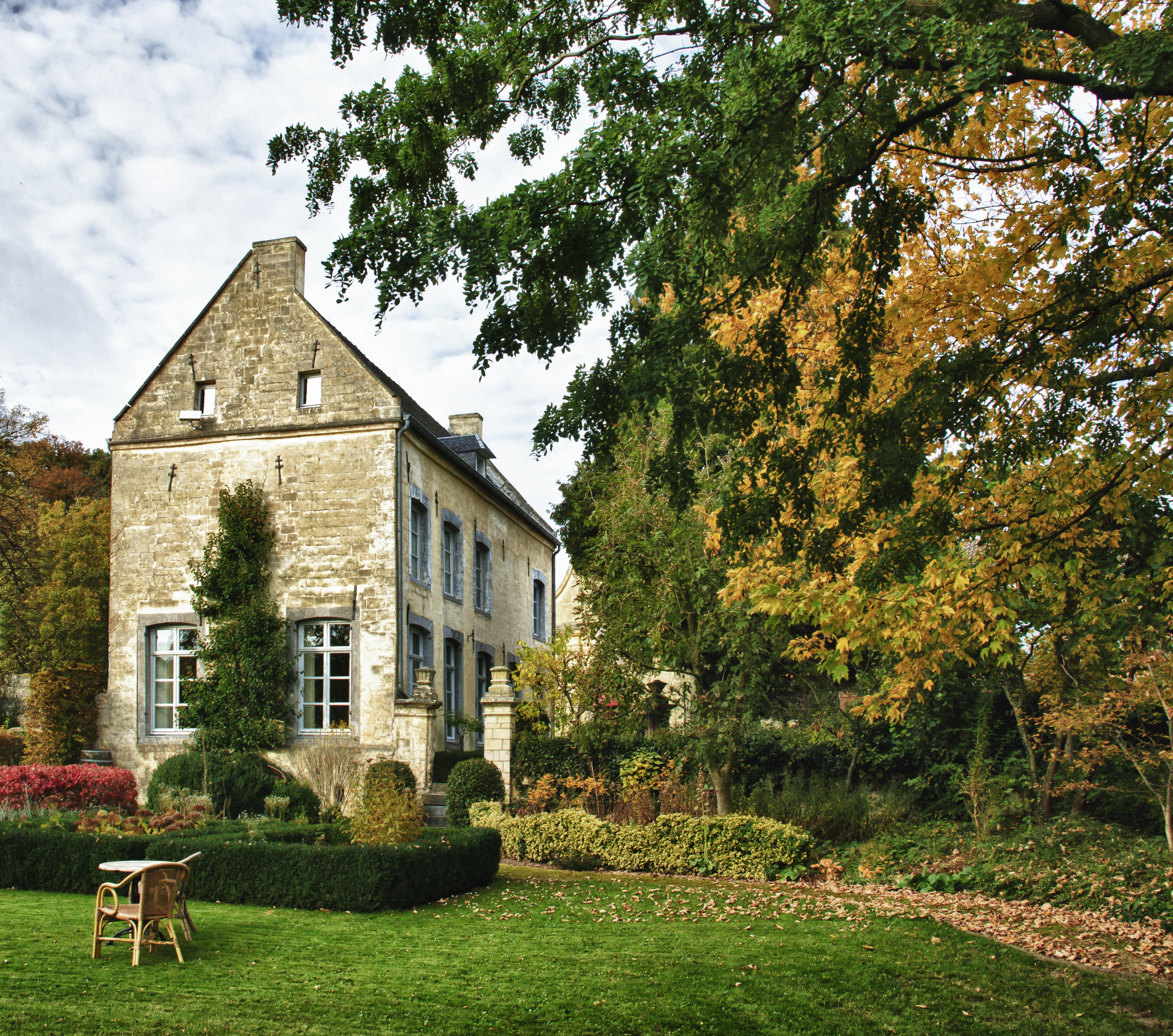
Huize Poswick
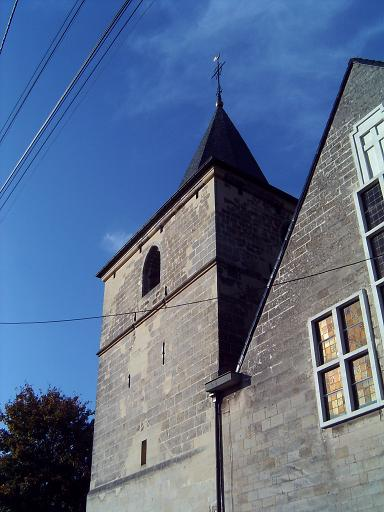
Toren Sint-Hubertuskerk
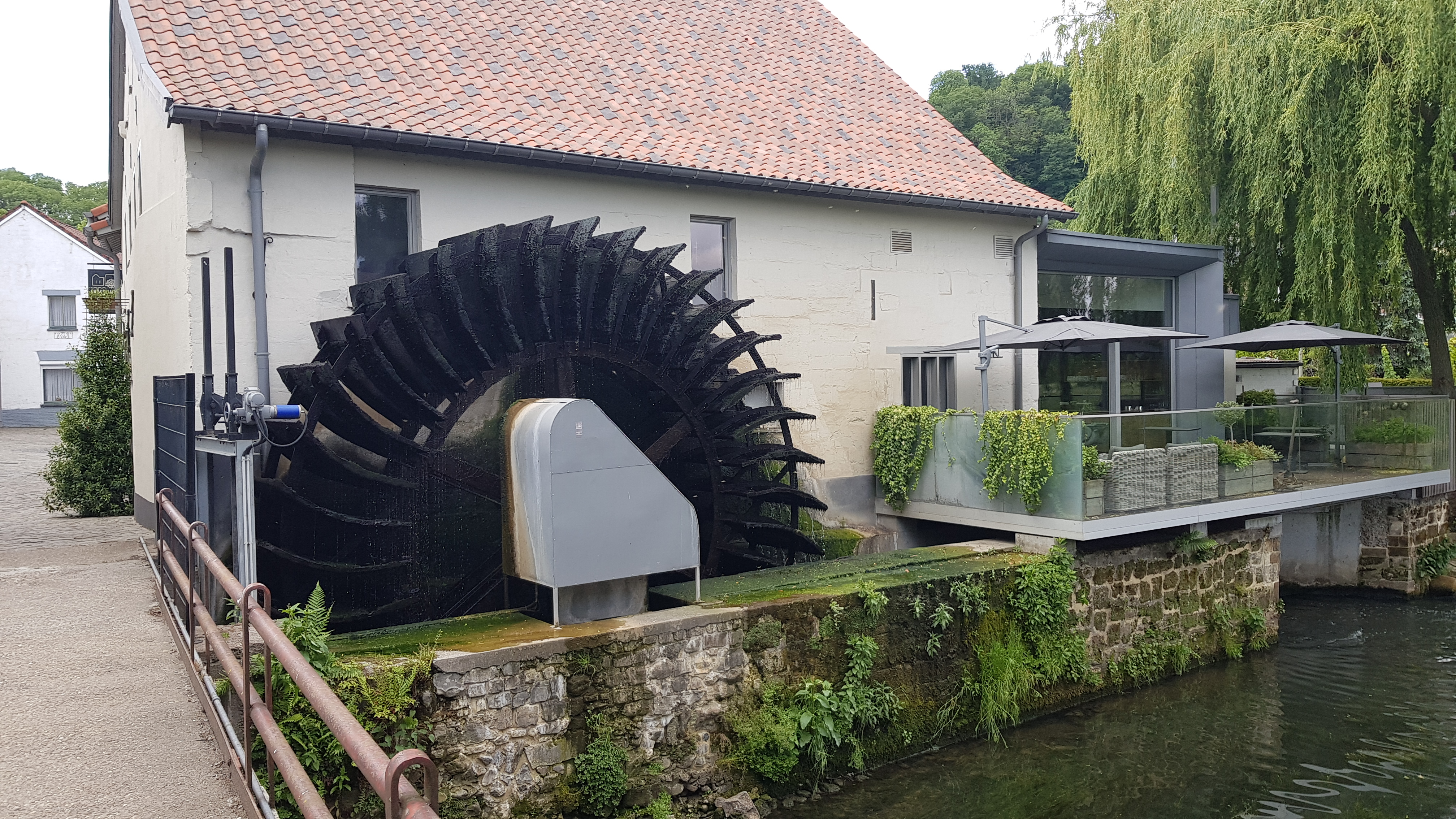
Smokkelmolen
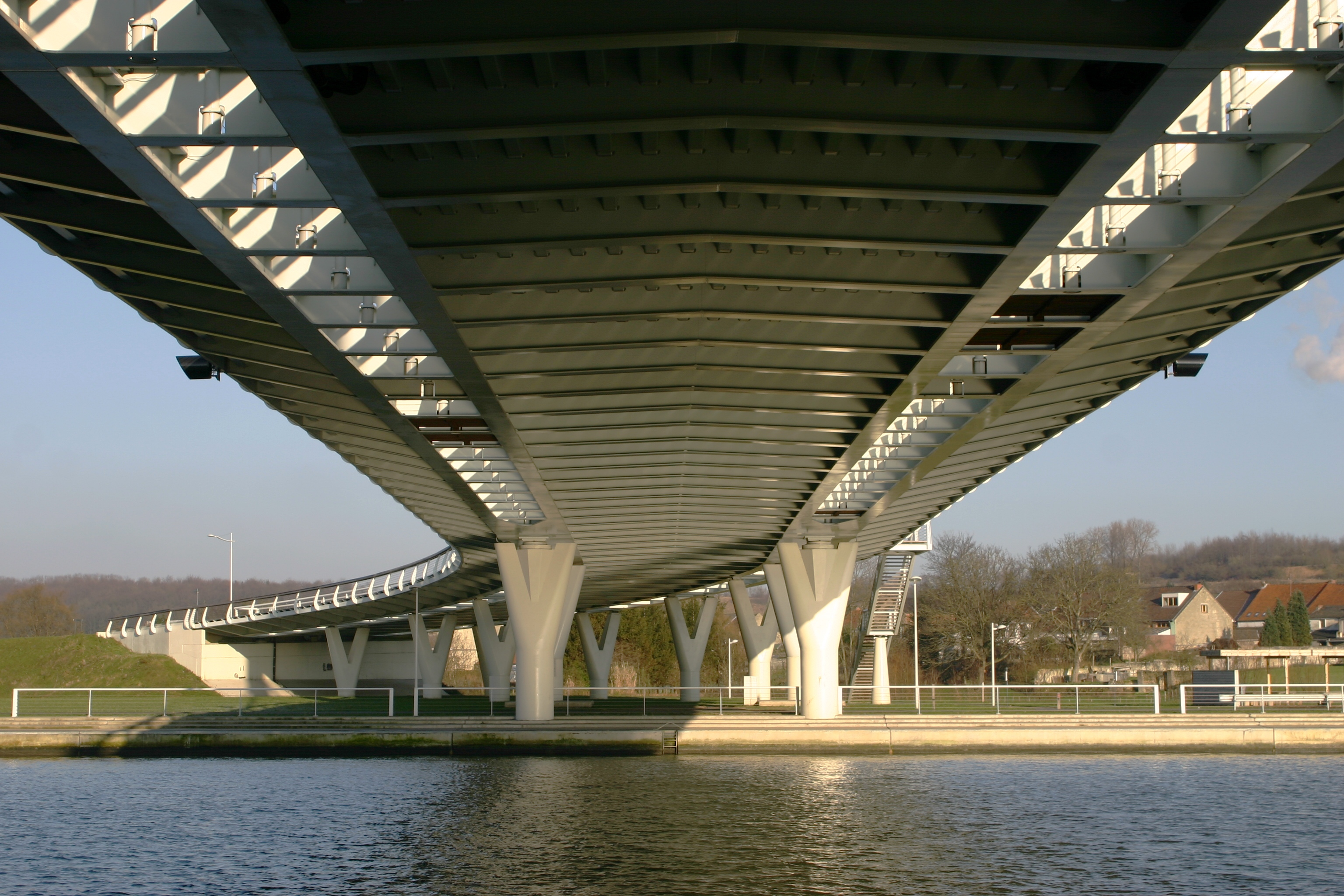
Brug over Albertkanaal

## Natuur en landschap

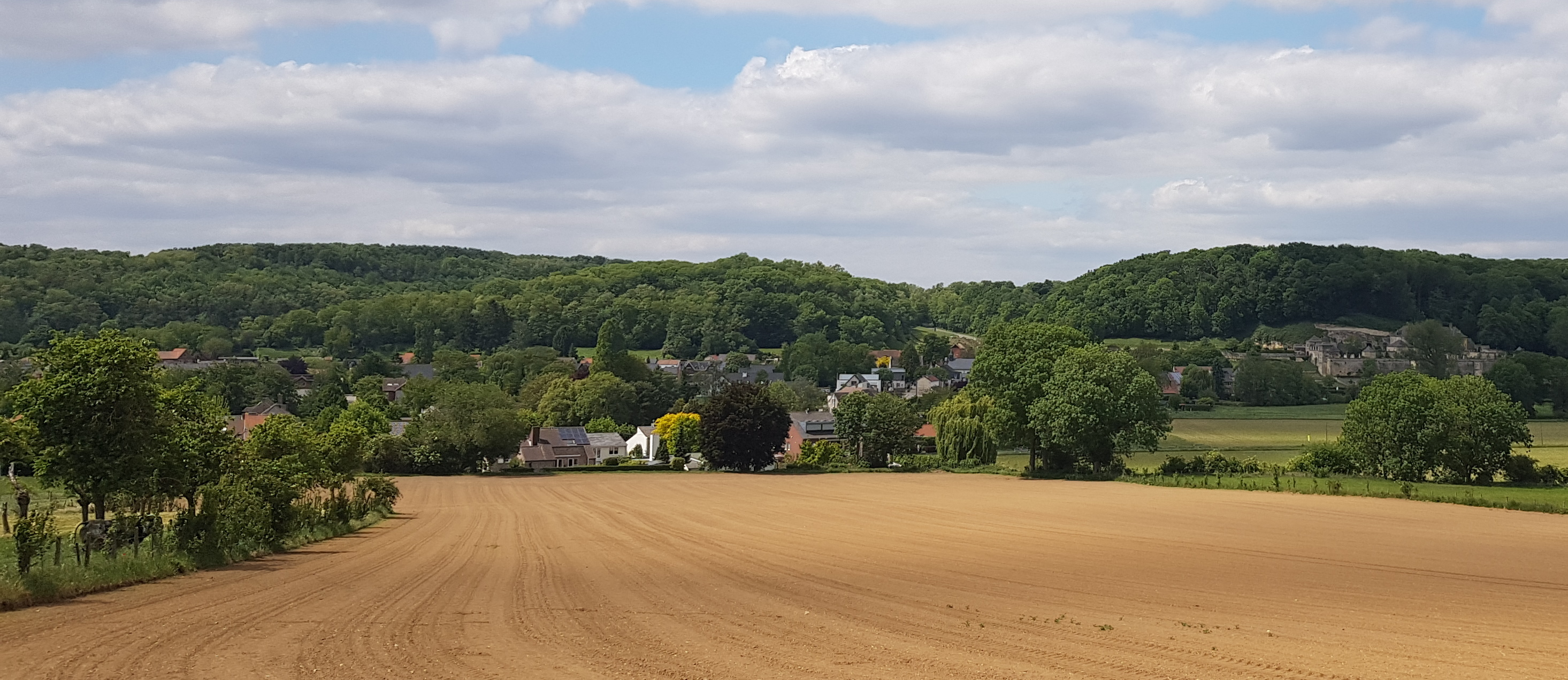
Gezicht op Kanne en de Cannerberg

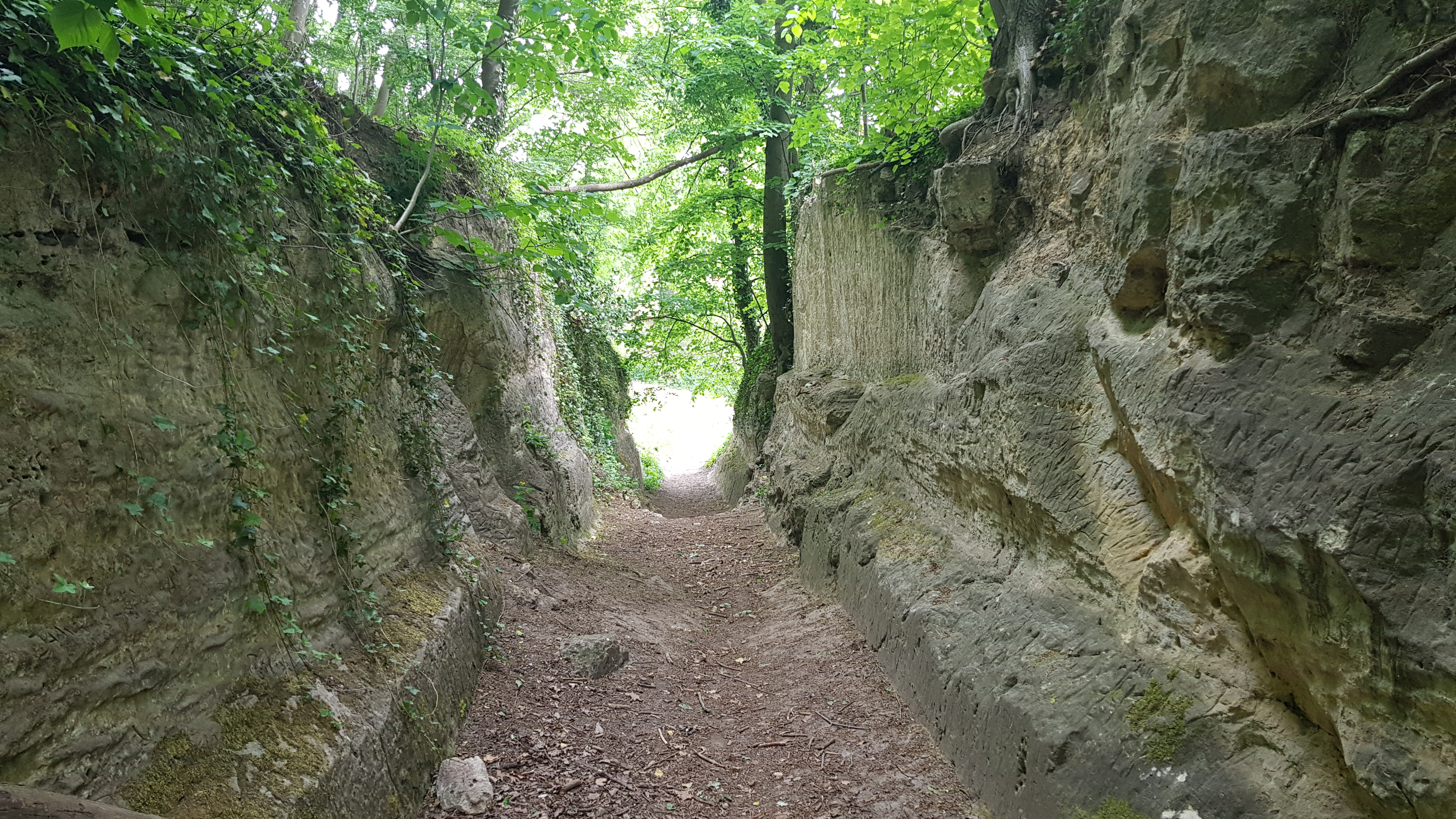
Holle weg bij de Muizenberg

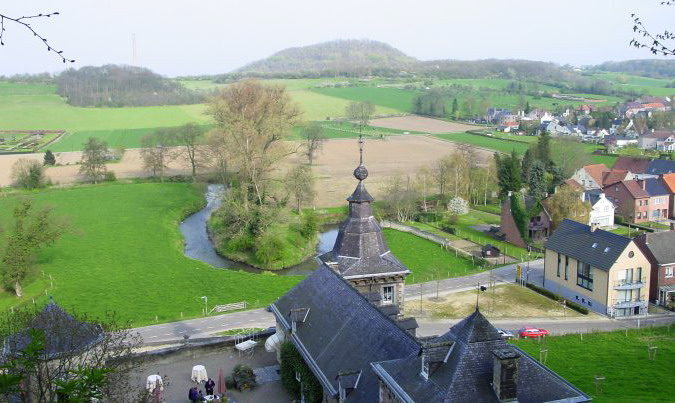
De Jeker bij Kasteel Neercanne

De omgeving van Kanne kent aanzienlijke hoogteverschillen. Het dorp ligt in het dal van de Jeker dat is ingesneden in het Plateau van Caestert, waartoe ook de Sint-Pietersberg behoort. Ook het Albertkanaal is diep ingesneden met de Doorsteek van Caestert. Van groot natuur- en cultuurhistorisch belang is het voorkomen en dagzomen van mergelsteen, waardoor een bijzondere flora en fauna van kalkminnende soorten ontstaat, zoals op de kalkgraslanden. De mergelsteenwinning leidde bovendien tot het ontstaan van uitgebreide gangenstelsels, die vervolgens weer voor allerlei doeleinden werden benut, zoals de champignonteelt, maar ook voor smokkel, voor het verzet tijdens de Tweede Wereldoorlog, en later zelfs voor een militair hoofdkwartier. Ook vormen de gangenstelsels een toeristische attractie.

### Zusserdel

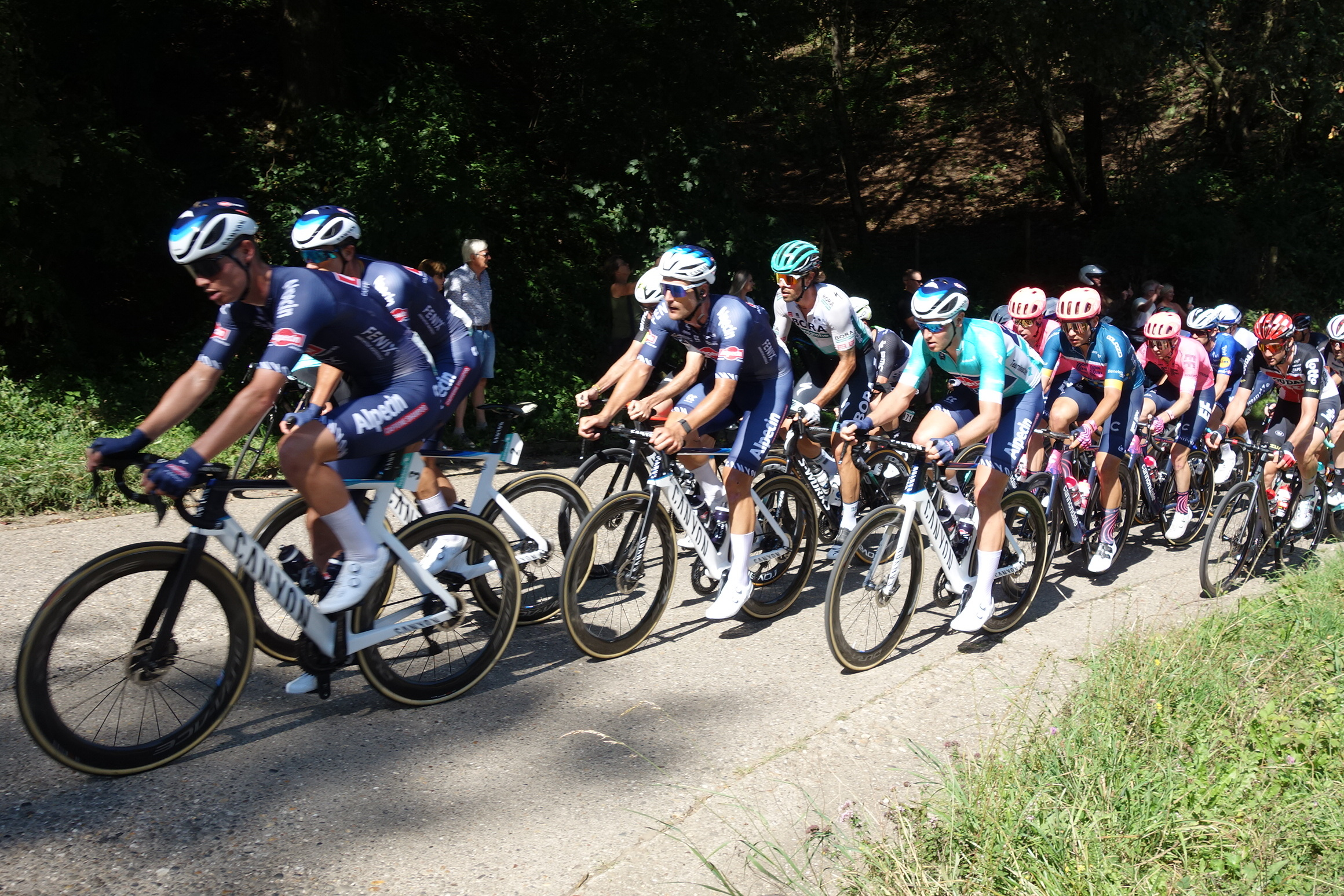
Het peloton beklimt de Slingerberg tijdens de Benelux Tour 2021.

De Zusserdel (volksmond: Slingerberg) in Kanne is 0,8 kilometer lang en overbrugt 54 hoogtemeters met een gemiddeld stijgingspercentage van 6.7%. Omwille van de meerdere bochten en het stijgingspercentage komt de Slingerberg vaak voor in wielerwedstrijden, waaronder de Benelux Tour 2021 en de Renewi Tour 2023.

### Mergelgroeven en gangenstelsels
In Kanne zijn mergelgroeven te bezichtigen. Deze groeves zijn ontstaan door de winning van mergelsteenblokken, die er plaatsvond vanaf de Romeinse tijd tot aan het begin van de 20e eeuw. De oudste delen van het huidige gangenstelsel dateren uit de 14e eeuw, en het oudste opschrift is uit 1468. Vooral van de 16e tot de 18e eeuw was er veel mergelwinningsactiviteit. Daarna nam de winning af, om na de Tweede Wereldoorlog geheel te verdwijnen. Uit het mergelgesteente zijn in de wijde omgeving veel huizen en monumentale gebouwen, zoals kerken, opgetrokken. Vanaf omstreeks 1900 werden in de groeves ook champignons gekweekt, waar de gangen door hun stabiele temperatuur (10 à 11°C) en vochtigheidsgraad (98%) bijzonder geschikt voor zijn. Momenteel worden deze mergelgroeven door plaatselijke boeren als koeienstal en voor opslag gebruikt, terwijl ze ook functioneren als toeristische attractie. Verder vormen ze een overwinteringsplaats voor vleermuizen. Cultuurhistorisch zijn de gangen van groot belang, mede door de daarin aangebrachte inscripties en afbeeldingen.
De belangrijkste gangenstelsels in het Belgische deel van het Plateau van Caestert zijn:
- De Caestertgroeve, met tot 12 meter hoge gangen.
- Grafkelder van Caestert, in de helling onder de  Kapel van Caestert.
- Kasteelgroeve, in de bodem deels onder het verdwenen Kasteel Caestert en de Kapel van Caestert.
- Groeve Ternaaien-Boven, waarvan de oudste delen uit 1601 stammen.
- Groeve Ternaaien-Midden, het in 2009 herontdekte gangenstelsel waarvan het oudste deel uit de middeleeuwen stamt.
- Groeve Ternaaien-Beneden, het nieuwste gedeelte.

Aan de Nederlandse kant van de grens ligt niet ver van Kanne de Duivelsgrot en het Poppelmondedal op het Plateau van Caestert. Aan de overzijde van het Jekerdal zijn er gangenstelsel in de Cannerberg, waaronder de Muizenberg, de Groeve De Nieuwe Keel en de Groeve De Keel. Daar aan de overzijde van het kanaal ligt de Groeve Mathus.
In het dorp Kanne vindt men een aantal merkwaardige mergelstenen woningen en grotwoningen.
De omgeving van Kanne is een bijzonder wandelgebied met tientallen kilometers gemarkeerde wandelingen.

## Sport
Kanne had van 1973 tot 2020 een voetbalclub genaamd Kanne VV, deze dorpsclub zat vele jaren in financiële problemen. Men werd zelfs in 2012 tot slechtste ploeg van België uitgeroepen. Kanne wist in de jaren 70 tweemaal naar derde provinciale te promoveren maar speelde bijna haar gehele geschiedenis in vierde provinciale, het laagste niveau. Op 14 maart 2020 werd bekendgemaakt dat de vereniging zou worden opgeheven. 

## Evenementen
- De jaarlijkse rommelmarkt op Pinkstermaandag trekt zo'n 10.000 bezoekers.